# Prilagodba na izvanmaternični život
Na kraju trudnoće, plod mora napustiti majčin reproduktivni sustav. Na izlasku iz maternice novorođenče mora započeti prilagodbu na izvanmaternični život.

## Disanje i krvotok
Samostalno disanje bez korištenja placentarnog kisika je prvi izazov za novorođenče. Pri rođenju, bebina pluća su ispunjena tekućinom. Novorođenče je istisnuto kroz porođajni kanal, njegov središnji živčani sustav reagira na iznenadnu promjenu u temperaturi i okolini. Unutar prvih 10 sekundi nakon porođaja dijete prvi put udahne. S prvim udisajima, pada plućni vaskularni otpor i povećava se površina dostupna za izmjenu plinova. Tijekom sljedećih 30 sekundi plućni protok krvi se poveća i krv se oksigenira dok protječe kroz silaznu aortu (aorta descendens) do pupčanih arterija. Oksigenirana krv stimulira stezanje pupčanih arterija, čime se smanjuje placentarni protok krvi te nestaje za otprilike tri minute. Tlak u lijevoj pretklijetki postaje malo viši nego u tlak u desnoj pretklijetki, što dovodi do zatvaranja ovalnog procijepa (foramen ovale). Promjene u tlaku rezultiraju zatvaranjem arterijskog duktusa.
Tijekom prijelaza iz fetalnog u normalni krvotok, neke vrste nasljednih srčanih bolesti, iako nije bilo nikakvih simptoma tijekom fetalnog razvoja, očitovat će se cijanozom ili respiratornim znakovima.
Kod porođaja je uobičajeno intervenirati kod ovih promjena primjenjujući stezanje pupčane vrpce oko 20 sekundi nakon rođenja, prije nego što se dogodi prijelaz. Međutim, kasnije stezanje (>1min) može imati prednost u količini željeza.
Nakon porođaja, izlučivanje i reapsorpcija tenzida koje plod počinje proizvoditi u 20. tjednu trudnoće je ubrzana. Izlučivanje tenzida u alveole je potrebno da bi se spriječila splasnutost plućnog tkiva (atelektaza). Ako ima ikakvih problema s disanjem, potrebno je koristiti stimulaciju, ventilaciju i intubaciju. Kardiorespiratorni monitoring je nužan za praćenje potencijalnih problema.
Farmakološka terapija poput kofeina daje se za liječenje apneje kod prerano rođenih beba. 
Mogući neonatalni dišni problemi su apneja, tahipneja, sindrom respiratornog distresa, mekonijski aspiracijski sindrom, opstrukcija dišnih putova i upala pluća.

## Metabolizam energije
Metabolizam energije kod ploda mora se prilagoditi na naizmjenično hranjenje umjesto placentarne opskrbe glukozom. Dok je plod ovisan o majčinoj glukozi kao glavnom izvoru energije, može koristiti mliječnu kiselinu, slobodne masne kiseline i ketonska tijela u nekim uvjetima. Razina glukoze u plazmi održava se glikogenolizom.
Sinteza glikogena u jetri i mišićima počinje krajem drugog tromjesečja trudnoće, a skladištenje završava u trećem tromjesečju. Tada plod ima zalihe glikogena dovoljne za zadovoljenje energetskih potreba tijekom 8-10 sati. Ako je potrebno više energije, novorođenče se oslanja na glukoneogenezu.
Zalihe masti su najveći izvor pohranjene energije. U 27. tjednu trudnoće, samo 1% tjelesne mase ploda čine masti. U 40. tjednu, taj broj raste do 16%. Neodgovarajući dostupni supstrati glukoze mogu dovesti do hipoglikemije, zastoja rasta ploda, prijevremenog porođaja ili drugih problema. Višak supstrata može također dovesti do problema, kao što su hipotermija i neonatalna sepsa.
Predviđanje mogućih problema je važno u borbi protiv većine neonatalnih problema s metabolizmom energije.  
Na primjer, rano hranjenje djeteta u rađaonici može spriječiti hipoglikemiju.
Ako je razina šećera u krvi i dalje niska, daje se intravenozni bolus glukoze. Rijetko se moraju dati steroidi ili glukagon.

## Temperaturna regulacija
Novorođena djeca dolaze iz tople okoline u hladne i oscilirajuće temperature ovog svijeta. Gola su i mokra, imaju smanjenu količinu metaboličkih rezervi i smanjenu sposobnost drhtanja. Fiziološki mehanizmi za održavanje temperature uključuju vazokonstrikciju (smanjen protok krvi prema koži), održavanje fetalnog položaja (smanjuje se površina tijela izložena okolini), veliku mišićnu aktivnost (proizvodi se toplina) i termogenezu bez drhtanja. Ovo posljednje se javlja u smeđem masnom tkivu, koje ima visoku koncentraciju mitohondrija za brzo oksidiranje masnih kiselina, kojim se dobiva metabolička toplina. Sposobnost novorođenčeta za očuvanje ovih mehanizama je ograničena, posebno kod prerano rođenih beba. 
Već u 1880-ima su korišteni inkubatori da pomognu novorođenoj djeci da očuvaju toplinu.
Novorođenče se utopljava jednostavnim tehnikama: pokrivanjem dekom, davanjem šešira i odjeće i grijanjem prostora u kojem se nalazi. Naprednije tehnike su inkubatori (36.5°C), termalne deke, radijantni grijači i druge, a često se koristi prislanjanje djeteta uz majčino tijelo, tehnika koja se iz razvijenijih zemalja proširila diljem svijeta.

## Vanjske poveznice
- About.com > Promjene kod novorođenčeta pri rođenju  Arhivirana inačica izvorne stranice od 17. lipnja 2009. (Wayback Machine)